# رقص شوالیه

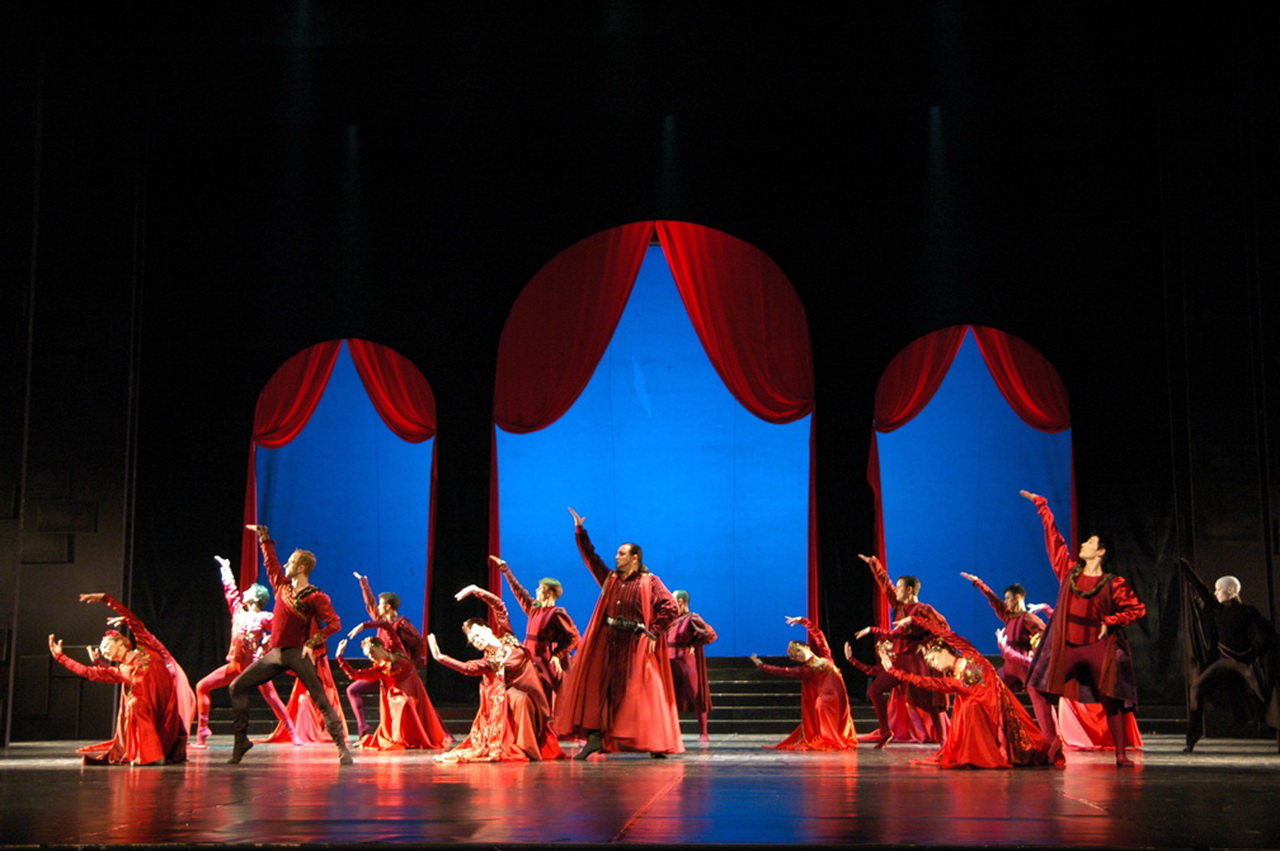
نمایی از کنسرت رقص شوالیه

رقص شوالیه (به انگلیسی: Dance of the Knights)نام قطعه‌ای کلاسیک از آهنگساز اهل شوروی سرگی پورکوفیف است که از بالهٔ رومئو و ژولیت از همین آهنگساز گرفته شده است. (اپوس ۶۴، شمارهٔ ۱۳).
فضای سیاه و اتمسفریک آهنگ باعث تبدیل شدن آن به امضای دوفاکتوی دوره اتحاد جماهیر شوروی شده است. آهنگ به طور گسترده‌ای در درام‌ها، فیلم‌ها، مستندها وتبلیغات تلویزیونی که به نوعی با جماهیر شوروی ارتباط داشته‌اند مورد استفاده قرار گرفته است. گروه‌های راک مانند آیرون میدن و دیپ پرپل از قسمت‌های از آهنگ در کنسرت‌ها یا آهنگ‌های خود استفاده کرده‌اند.